# Dollaro delle Salomone
Il dollaro (codice ISO 4217: SBD) è la valuta delle Isole Salomone dal 1977. Normalmente è abbreviato con il simbolo di dollaro "$" o, in alternativa "SI$" per distinguerlo da altre denominazioni con lo stesso nome. La valuta è suddivisa in 100 cent.

## Storia
Per le valute precedentemente usate nelle Isole Salomone vedi Sterlina delle isole Salomone e Sterlina dell'Oceania.
Il dollaro delle isole Salomone è stato introdotto nel 1977, dopo l'indipendenza, in sostituzione del dollaro australiano alla pari. Fino al 1979 le due monete hanno mantenuto lo stesso valore. Dopo un periodo di cinque mesi in cui il rapporto era fisso con un tasso di  SI$ 1,05 = AU$ 1, la valuta è diventata a cambio libero. Nei successivi 28 anni ed in particolare durante la guerra civile del 2000-2003, l'inflazione ha fatto perdere valore alla moneta cosicché ora un dollaro delle isole Salomone vale 20 centesimi di dollaro australiano.

## Monete
Nel 1977 sono state introdotte monete con i valori di 1, 2, 5, 10 e 20 cent e da 1 dollaro. Le monete in cent erano tutte delle stesse misure e composizione delle corrispondenti monete australiane, e la moneta da 1 dollaro era allo stesso modo coniata con un bordo eptagonale con i lati incurvati, battuta in cupronichel. Nel 1985 acciaio placcato in bronzo sostituì il bronzo nelle monete da 1 e 2 cent, mentre l'acciaio rivestito da nichel sostituì il cupro-nickel nei pezzi da 10 e 20 cent nel 1990. Lo stesso anno ha visto l'immissione della moneta da 50 cent, che era dodecagonale e coniata in cupro-nichel. Le monete da 1 e 2 cent sono state coniate l'ultima volta nel 1987 e non circolano più.
Tutte le monete delle isole Salomone portano il ritratto del capo dello stato, il re Carlo III del Regno Unito.

## Banconote
Nel 1977 sono state introdotte banconote con valori da 2, 5 e 10 dollari ed i 20 dollari sono stati introdotti nel 1981. La banconota da 50 dollari fu introdotta nel 1986, seguita da quella da 100 dollari nel 2006.. Una banconota da due dollari in polimeri è stata emessa nel 2001 per sostituire l'emissione in fibra di cotone ma la banconota è stata nuovamente stampata su cotone nella serie del 2006.